# Астрономіка (Манілій)
«Астрономіка» (лат. Astronomica) — поема римського письменика Марка Манілія, що стосується небесних явищ, астрономії та астрології. Вона написана гекзаметром і розділена на п'ять книг.

## Зміст

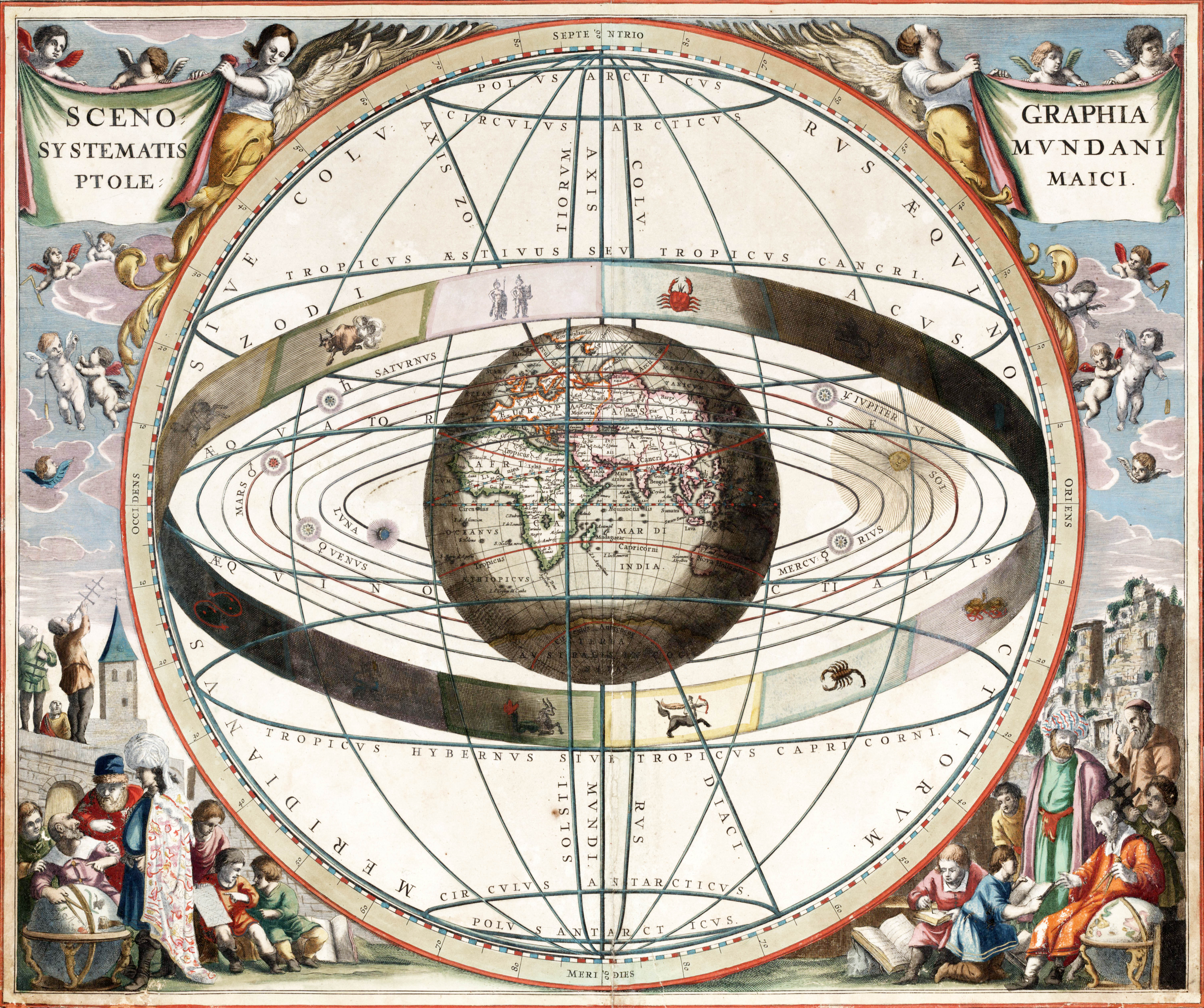
Всесвіт за Манілієм в уявлені художника 17-го сторіччя. Всесвіт складається з двох сфер: одна (Земля) — тверда, а інша («сфера зірок», небосхил) — порожня.

Перша книга присвячена міркуванням Манілія щодо Всесвіту. Він згадує погляди Ксенофана, Гесіода, Левкіппа, Геракліта, Фалеса та Емпедокла та викладає свій погляд, що Всесвіт створений з чотирьох елементів і керується божественним духом. Згідно з Манілієм, Всесвіт складається з двох сфер: одна (Земля) — тверда, а інша («сфера зірок», небосхил) — порожня. Сузір'я закріплені на небосхилі; Земля нерухома, а небосхил обертається навколо неї, пояснюючи рухи зірок.  Оскільки Земля знаходиться в центрі Всесвіту, вона рівновіддалена від небосхилу і, таким чином, не «падає» в якомусь конкретному напрямку. Сфера небосхилу розрізається на кільця, або кола, у тому числі на коло Зодіаку, що складається зі знаків Зодіаку.
Друга і третя книги присвячені в основному особливостям зодіаку.. Друга книга відкривається передмовою, в якій Манілій викладає коротку історію поезії гекзаметра, виділяючи Гомера і Гесіода. У цьому розділі поет коротко обговорює знаки зодіаку, олімпійських богів, які слугують їхніми покровителями, і відносини між знаками та частинами людського тіла. 
Четверта і п'ята книги в основному присвячені «впливу окремих небесних явищ на людину». Четверта книга охоплює багато тем, які виникли в Єгипті, що може вказувати на використання Манілієм єгипетських джерел. Ближче до кінця книги Манілій пише про знаки екліптики.
Більшу частину п'ятої (і останньої) книги Манілій переказує міф про Андромеду і Персея. Під кінець книги Манілій порівнює структуру космосу зі структурою республіки, він пояснює, що зірки мають певну ієрархію зі своєю системою стримувань і противаг.

## Загальні відомості
Поема вважається однією з перших, якщо не першою працею з астрології та астрономії в Римській республіці. Автор неодноразово повторює про унікальність та оригінальність свого твору. Невідомо, чи є праця завершеною і, чи дійшов до нас повний текст. 
Манілій відстоює в поемі стоїчні філософські погляди, проте посилається на багато інших традицій, таких як платонізм і піфагорійство. 
Після кінця епохи Античності, поема була забута, але знову була знайдена близько 1416-1417 рр. італійським гуманістом і вченим Поджо Браччоліні, який зробив копію, з якої та був узятий сучасний текст. Після повторного відкриття «Астрономіка» була прочитана, прокоментована і відредагована низкою вчених, Скалігером, Річардом Бентлі та Гаусманом. Поема не набула такої популярності, як інші класичні латинські поеми, і протягом кількох століть після її повторного відкриття вона не мала значного поширення в колі дослідників аж до початку XX століття.

## Вплив
Манілій не згадується відкрито в жодному з античних текстів, проте відсилання або цитування праці без вказання автора можна знайти у багатьох авторі, серед котрих Сенека, Клавдіан, Лукан та інші.
До середньовіччя дійшло небагато примірників «Астрономіки», а отже, Манілія, схоже, мало читали в цей період.
Хоча в античності та середньовіччі поему здебільшого ігнорували, вона викликала науковий інтерес після її повторного відкриття у 15 столітті. Італійський гуманіст Лоренцо Бонінконтрі читав лекції про «Астрономіку» великим аудиторіям і зібрав свої конспекти лекцій у перший коментар до твору. 
Попри увагу, яку вона отримала після свого повторного відкриття, «Астрономіка» ніколи не була так широко вивчена, як інші класичні латинські поеми. Однак, інтерес до поеми зріс у другій половині XX століття, коли вчені почали вивчати філософські та наукові ідеї Манілія.